# Kyselina krokonová
Kyselina krokonová je organická sloučenina, derivát cyklopentenu s dvěma hydroxylovými skupinami navázanými na dvojnou vazbu a třemi ketonovými skupinami. Látka vytváří žluté krystaly citlivé na světlo, rozpustné ve vodě a ethanolu a rozkládající se za teplot nad 212 °C.
Molekula je kyselá, snadno odštěpuje protony z hydroxylových skupin (pKa1 = 0,80±0,08 a pKa2 = 2,24±0,01 25 °C), vzniklé anionty, hydrogenkrokonát (C5HO -
5  a krokonát (C5O 2-
5 ) jsou poměrně stálé. Krokonátový ion je aromatický a, v důsledku delokalizace dvojné vazby a záporného náboje přes pět CO jednotek, také symetrický (protože obsahuje dva π elektrony, tak je podle Hückelova pravidla aromatický). Lithná, sodná a draselná sůl kyseliny krokonové krystalizují z vodných roztoků jako dihydráty, draselnou lze přeměnit na (oranžově zbarvený) monohydrát. amonná, rubidná a cesná sůl krystalizují jako bezvodé. Popsány jsou také krokonát barnatý, olovnatý a stříbrný.
Kyselina krokonová vytváří také estery, například dimethylkrokonát.

## Struktura
Struktura pevné kyseliny krokonové obsahuje skládané pruhy, jejichž „strany“ tvoří rovinné kruhy obsahující 4 molekuly C5O5H2 propojené vodíkovými vazbami. V dioxanu má velký dipólový moment 9–10 D, u volné molekuly se dipólový moment odhaduje na 7–7,5 D. Pevná forma je feroelektrická, s Curieovou teplotou přesahující 150 °C, a má ze všech organických krystalických látek nejvyšší spontánní polarizaci (kolem 20 μC/cm2), způsobenou přenosy protonů mezi sousedními molekulami v pruzích.
V pevných solích s alkalickými kovy vytváří krokonátové anionty a kationty kovů rovnoběžné sloupce. U smíšené soli K3(HC5O5)(C5O5)·2H2O, obsahující krokonátový dianion (C5O 2-
5 ) a hydrogenkrokonátový monoanion (HC5O -
5 ) je vodík rovnoměrně sdílen oběma sousedními krokonátovými jednotkami.
Soli krokonátového aniontu a jejich deriváty se studují v supramolekulární chemii.
Infračervenou a Ramanovou spektroskopií bylo zjištěno vyrovnávání délek vazeb uhlík–uhlík, potvrzující delokalizaci elektronů, doprovázené zvyšováním velikosti protiiontů v solích. Výpočty na základě teorie funkcionálu hustoty byly v souladu s těmito zjištěními.
Krokonátový anion tvoří s přechodnými kovy dvouvazné komplexní hydráty s obecným vzorcem MC5O5·3H2O, kde může být měď (pak vzniká hnědá pevná látka), železo (taková sůl je tmavě fialová), zinek (žlutý), nikl (zelený), mangan (tmavě zelený), nebo kobalt (fialový). Všechny tyto komplexy jsou ortorombické a obsahují řetězce, kde se střídají krokonátové anionty s kationty kovů. Každý krokonátový ion je jedním atomem kyslíku navázán na předchozí atom kovu a dvojicí kyslíku na další kov, dva kyslíky se tak vazeb neúčastní. Atomy kovů mají na sebe navázány vždy tři krokonátové kyslíky a jednu molekulu vody. Sloučeninu s podobným vzorcem (žlutě zbarvenou) vytváří také vápník, struktura této soli je ale jiná.

Krokonátový dianion

Krokonátový anion vytváří i soli s trojvaznými kationty, například hlinitými (žlutá), chromitými (hnědá) a železitými (fialová). Tyto sloučeniny také obsahují hydroxylové skupiny i krystalovou vodu a mají složitější krystalové struktury. Nebyly nalezeny žídné známky sendvičových vazeb mezi kovy a delokalizovanými elektrony, jaké se vyskytují například u ferrocenu, anion ale může s kovy tvořit komplexy vázané mnoha různými způsoby, které mohou k vazbám využívat jediný, ale i všech pět kyslíkových atomů.